# العلاقات البيلاروسية الغينية
العلاقات البيلاروسية الغينية هي العلاقات الثنائية التي تجمع بين روسيا البيضاء وغينيا.

## مقارنة بين البلدين
هذه مقارنة عامة ومرجعية للدولتين:
| وجه المقارنة                                              | روسيا البيضاء                    | غينيا       |
| --------------------------------------------------------- | -------------------------------- | ----------- |
| المساحة (كم2)                                             | 207.60 ألف                       | 245.86 ألف  |
| عدد السكان (نسمة)                                         | 9.50 مليون                       | 12.72 مليون |
| الكثافة السكانية (ن./كم²)                                 | 45.76                            | 51.74       |
| العاصمة                                                   | مينسك                            | كوناكري     |
| اللغة الرسمية                                             | اللغة البيلاروسية، اللغة الروسية | لغة فرنسية  |
| العملة                                                    | روبل بلاروسي                     | فرنك غيني   |
| الناتج المحلي الإجمالي (بليون دولار)                      | 54.44 مليار                      | 10.50 مليار |
| الناتج المحلي الإجمالي (تعادل القوة الشرائية) بليون دولار | 168.35 مليار                     | 15.24 مليار |
| الناتج المحلي الإجمالي الاسمي للفرد دولار أمريكي          | 5.74 ألف                         | 531         |
| الناتج المحلي الإجمالي للفرد دولار أمريكي                 | 18.18 ألف                        | 1.22 ألف    |
| مؤشر التنمية البشرية                                      | 0.798                            | 0.411       |
| رمز المكالمات الدولي                                      | +375                             | +224        |
| رمز الإنترنت                                              | .by، .бел                        | .gn         |
| المنطقة الزمنية                                           | ت ع م+03:00                      | 00          |

## منظمات دولية مشتركة
يشترك البلدان في عضوية مجموعة من المنظمات الدولية، منها:
| علم المنظمة | اسم المنظمة                               | تاريخ انضمام روسيا البيضاء | تاريخ انضمام غينيا |
| ----------- | ----------------------------------------- | -------------------------- | ------------------ |
|             | مؤسسة التمويل الدولية                     | 2 نوفمبر 1992              | 22 أكتوبر 1982     |
|             | منظمة حظر الأسلحة الكيميائية              | ?                          | ?                  |
|             | الأمم المتحدة                             | 24 أكتوبر 1945             | 12 ديسمبر 1958     |
|             | منظمة الشرطة الجنائية الدولية             | ?                          | ?                  |
|             | البنك الدولي للإنشاء والتعمير             | 10 يوليو 1992              | 28 سبتمبر 1963     |
|             | الاتحاد البريدي العالمي                   | ?                          | ?                  |
|             | المركز الدولي لتسوية المنازعات الاستشارية | 9 أغسطس 1992               | 4 ديسمبر 1968      |
|             | وكالة ضمان الاستثمار متعدد الأطراف        | 3 ديسمبر 1992              | 5 أكتوبر 1995      |
|             | يونسكو                                    | 12 مايو 1954               | 2 فبراير 1960      |

## وصلات خارجية
- موقع وزارة الخارجية البيلاروسية